# Ahmed Nagi
Ahmed Nàgi in arabo أحمد ناجي‎?, Aḥhmad Nājī (Mansura, 15 settembre 1985) è uno scrittore, giornalista e blogger egiziano. Blogger, redattore di Akhbāà al-Adab, il settimanale letterario di Gamal Ghitani e corrispondente per Emirates Today, nel 2005 ha aperto il blog Wasa khayalak ("Allarga la tua immaginazione").

## Biografia
Ha studiato giornalismo all'Accademia Akhbār al-Yawm, si è laureato nel 2006. L'autore viene definito della “generazione dei blogger”.
Rogers, pubblicato al Cairo nel 2007 e in Italia nel 2010, è il suo primo romanzo e ha suscitato molte polemiche da parte della critica; il romanzo è considerato secondo a Essere Abbas Al Abd di Ahmad al-'Aidy (pubblicato in Italia da Il Saggiatore) considerato l'iniziatore di questa tipo di letteratura “metropolitana”.
Nel 2009 Nàgi ha pubblicato il suo secondo libro 9 lezioni imparate da Ahmed Make, un libretto di critica d'arte.
Il suo blog Wasa khaialak parla di sociologia, pop art, diritti umani e cultura, sperimentando vari linguaggi per divulgare la letteratura.
Il 26 giugno 2009 è stata presentata, all'High Foundation Festival di Ferrara, la performance di danza "City Landscapes" del Collettivo Almagesto ispirata a Rogers.
Il 20 febbraio 2016, è stato condannato da un tribunale del Cairo a due anni di detenzione per oltraggio al pudore, in seguito alla pubblicazione di un capitolo del suo romanzo Istikhdam al Hayat (Vita: istruzione per l'uso) sul periodico letterario egiziano Akhbar al Adab.
Il 16 maggio 2016, PEN onorerà Ahmed Nàgi con il PEN/Barbey Freedom to Write Award riconoscendo la sua lotta di fronte alle avversità per il diritto alla libertà di espressione.

## Libri
- Rogers, Dar Malàmih, Il Cairo, 2007,  pp. 153 pp..
- Seven lessons learned from Ahmad Mikki, Il Cairo, 2009.
- Rogers e la Via del Drago divorato dal Sole, traduzione di Barbara Benini, collana Altriarabi, Editrice il Sirente, Fagnano Alto, 2010,  pp. 128 pp., ISBN 978-88-87847-27-7.
- Istikhdam al-Hayat, Dar al-Tanweer, Il Cairo, 2014,  pp. 240 pp., ISBN 978-97-76483-02-6.
- Vita: istruzioni per l'uso, traduzione di Elisabetta Rossi e Fernanda Fischione  a cura di Barbara Benini, collana Altriarabi, Editrice il Sirente, Fagnano Alto, 2016,  pp. 280 pp., ISBN 978-88-87847-61-1.

## Festival
- High Foundation Festival, Ferrara, 26 giugno 2009.
- Internazionale a Ferrara, Ferrara, 30 settembre-2 ottobre 2011.
- Salone internazionale del libro, Torino, 12-16 maggio 2016.